# 빨간양태아목
빨간양태아목(Bembroidei)은 페르카목에 속하는 아목 분류군이다. 쏨뱅이목에 속하는 양태아목(Platycephaloidei)으로 분류하기도 한다. 2개 과로 이루어져 있다. 빨간양태(Bembras japonica), 눈양태(Parabembras curtus) 등을 포함하고 있다.

## 하위 과
- 빨간양태과 (Bembridae)
- 눈양태과 (Parabembridae)